# Ваунде
Ваунде (фр. Waoundé) — город и коммуна на северо-востоке Сенегала, на территории области Матам. Входит в состав департамента Канель.

## Географическое положение
Город находится в восточной части области, на левом берегу реки Сенегал, вблизи границы с Мавританией, на расстоянии приблизительно 480 километров к востоку-северо-востоку (ENE) от столицы страны Дакара. Абсолютная высота — 25 метров над уровнем моря.

## Население
По данным переписи 2002 года численность населения Ваунде составляла 8041 человек.
Динамика численности населения города по годам:
| 1976 | 2002 | 2010   |
| ---- | ---- | ------ |
| 3770 | 8041 | 11 200 |

## Транспорт
Ближайший аэропорт находится в городе Уро-Соги.